# Frédéric Hunsinger
Frédéric Hunsinger, né le 23 novembre 1907 à Wihr-en-Plaine, est un résistant de la police municipale de Colmar resté en poste au sein de l'administration nazie en Alsace annexée pendant la Seconde Guerre mondiale. Il est mort le 5 mai 1944  au camp de Dachau.

## Biographie
Frédéric Hunsinger est le fils d'une grande lignée de policiers colmariens. En 1921, il s'oriente vers le dessin dans une école d'art. De 1926 à 1928 il suit une formation de décorateur de vitrines.
De 1928 à 1929 il effectue son service militaire au 18e régiment du génie à Nancy. Il est maître-chien et affecté à Versailles.
Après son service, en 1930 il devient dessinateur industriel dans une entreprise de Mulhouse. Puis il se lance comme dessinateur indépendant et réalise plusieurs affiches notamment pour le théâtre de Colmar.
Désireux d'avoir des revenus réguliers, il passe le concours d'entrée de la police en septembre 1935. Après une année de stage, il prend ses fonctions le 1er septembre 1936 comme inspecteur de la sûreté au sein de la police municipale de Colmar. Il se spécialise en anthropométrie judiciaire (Bertillonnage).
En 1936, il adhère au Parti social français (PSF).
En  1939 il est mobilisé et participe à la campagne de France de  1940. Il est fait prisonnier de guerre (PG) le 10 juin 1940 puis libéré en qualité « d'Alsacien de souche allemande » le 18 juillet 1940.
Après l'annexion de fait de l'Alsace, il conserve son poste et entre ainsi dans l'administration nazie. En février 1942, il est contraint de faire un stage de recyclage (Umschulung) au sein de l'école des cadres de la police à Berlin-Charlottenbourg.
Très rapidement après l'annexion, un groupe de policiers résistants se crée au sein de la police colmarienne. Frédéric Hunsinger en fait partie avec Eric Edenwald, René Hirlemann et Armand Walter.
Leurs rapports avec la Gestapo sont très limités aussi Eric Edenwald recrute un ami, Othon Klumpp responsable du téléscripteur de la Gestapo de Colmar et Suzanne Zipfel qui est secrétaire à la Gestapo locale. En ayant accès aux messages de la Gestapo, le groupe peut prévenir les personnes avant leurs arrestations.
Le groupe entre également en contact avec d'autres mouvements de résistance comme ceux d'Eugène Hussmann, Jean-Jacques Rinck ou Alfred Weninger. Il s'engage dans l'aide à l'évasion en fournissant de faux papiers.
Avec Eric Edenwald, Frédéric Hunsinger s'engage au sein du réseau Famille Martin des Forces Française Combattantes (FFC) par l'intermédiaire de l'employé des eaux et forêt François Faller et du rédacteur Jean Hardt de Mulhouse. Ils fournissent de nombreux renseignements grâce à leur profession.
En avril 1943 le groupe de résistants policiers est démantelé. Frédéric Hunsinger est arrêté le 17 avril 1943 avec Eric Edenwald pour aide à l'évasion et transmission de fausses pièces d'identité. Ils sont emprisonnés à Colmar puis le 19 à Strasbourg et le 28 au camp de sûreté de Schirmeck. Le 2 janvier 1944 ils sont transférés à la prison de la rue du Fil à Strasbourg. Par la suite ils sont détenus à la prison de Stadelheim à Munich pour être jugé le 11 janvier 1944 par le Oberste SS und Polizeigericht, le tribunal de la police et de la SS. Ils sont condamnés à la peine de mort pour trahison et vol.
Un avocat colmarien s'adressa directement à Himmler, celui-ci répondit qu'il examinerait avec grande bienveillance leur recours en grâce pourtant ils sont transférés au camp de concentration de Dachau où ils seront fusillés le 5 mai 1944.
Pour échapper à une éventuelle arrestation, l'épouse de Frédéric Hunsinger se réfugie avec son fils de cinq ans dans une ferme dans la région d'Orbey.

## Reconnaissance
- Une plaque commémorative à l'Hôtel de Police de Colmar.
- Inscription de son nom sur la plaque commémorative posée sur le mur de la tour de l’église des Dominicains à Colmar pour les résistants colmariens morts pour la France. Cette plaque est inaugurée par le général de Gaulle le 1er août 1948[8].

## Distinctions
Il est reconnu « mort pour la France » et « mort en déportation »,.